# قانونا كيرشوف
قانونا كيرشوف (بالإنجليزية: Kirchhoff's circuit laws) هما قانونان مهمان وضعهما العالم جوستاف كيرشوف سنة 1845 لتحليل الدوائر الكهربائية المعقدة، ويعرف القانون الأول باسم قانون كيرشوف للتيار، بينما يسمى القانون الثاني قانون كيرشوف للجهد.

## قانون كيرشوف الأول للتيار

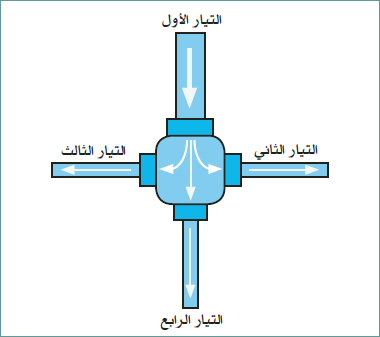
قانون كيرشوف الأول للتيار

قانون كيرشوف الأول للتيارُ (بالإنجليزية: Kirchhoff Current Law) يطلق عليه اختصار KCL ، وينص هذا القانون على أن المجموع الجبري للتيارات الكهربائية في أي عقدة (نقطة تفرع أو توصيل) في الدارة الكهربائية يساوي صفرا. ويمكن صياغة هذا القانون بصورة أبسط، حيث يمكن القول إن المجموع الجبري للتيارات القادمة إلى نقطة معينة يساوي مجموع التيارات الخارجة من نفس العقدة.
لفهم قانون كيرشوف الأول انظر إلى الصورة المقابلة، لاحظ هنا أن التيار الأول هو الوحيد المتجه إلى العقدة بينما هنالك ثلاثة تيارات تغادر نفس العقدة. أي إنه عندما يدخل التيار الأول إلى العقدة فإنه لا يوجد له طريق آخر سوى التوزع والمغادرة عن طريقة الفتحات الثلاث الأخرى. لو ترجمنا هذا إلى معادلة لكتبناها كما يلي :
التيار الأول = التيار الثاني + التيار الثالث + التيار الرابع.
{\displaystyle i_{1}=i_{2}+i_{3}+i_{4}}
{\displaystyle i_{1}-i_{2}-i_{3}-i_{4}=0}
{\displaystyle \sum _{k=1}^{n}I_{k}=0}
هذا القانون ينطبق على التيار المستمر والتيار المتردد ويعد هذا القانون نتيجة مباشرة لقانون حفظ كمية الشحنة الكهربائية.

## قانون كيرشوف الثاني للجهد

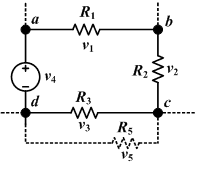
في المسار المغلق v_{1} + v_{2} + v_{3} - v_{4} = 0

قانون كيرشوف الثاني للجهد (بالإنجليزية: Kirchhoff Volt Law) يختصَر KVL ، يسمى قاعدة كيرشوف الثانية وكذلك معادلة ماكسويل الثالثة وينص على أن مجموع قوى الدفع الكهربائية تساوي مجموع الجهود المفقودة في هذا المسار في دائرة الربط على التوالي أي أن المجموع الجبري للجهود في أي مسار مغلق يساوي صفر
{\displaystyle v_{1}+v_{2}+v_{3}-v_{4}=0}
{\displaystyle \sum _{k=1}^{n}V_{k}=0}